# Хомоеротизъм
Хомоеротизмът е артистично пресъздаване на романтично привличане, любов или сексуално влечение между хора от еднакъв пол. Той най-често присъства в произведения на художествените изкуства и литературата, а също и в сценичните изкуства. Хомоеротизмът съществено се различава от експлицитната хомоеротика. Той е част от цяла система артистични и сценични традиции, които вграждат хомоеротичното чувство в цялостната култура и то се изразява в контекста на обществото като цяло.
Много често, особено в литературните творби, хомоеротизмът е представен завоалирано, а интимните чувства и желания са прикрити или дори неосъзнати от героите, оставени на подсъзнателно ниво. На предна линия се извежда емоционалният заряд в отношенията между хора от един и същи пол, които така и не придобиват сексуален характер. В това е и разликата с порнографията.
Хомоеротична натовареност понякога се открива и в творби, които оригинално не са замислени да съдържат такава, и чиито автори биха отрекли нейното наличие. Така или иначе, фактът че дадена творба събужда интимни емоции у гей публиката, е достатъчен тя да бъде квалифицирана като съдържаща хомоеротизъм. Т.е. хомоеротизмът е по-скоро черта на възприемането на творбата, а не (задължително) на нейния замисъл.
Хомоеротизмът между мъже е добре засвидетелстван в художественото изкуство още от Древна Гърция, най-вече върху древногръцки вази, а по-късно и върху римски бокали за вино. Наблюдава се в гравюри, скици и поезия от средновековна Персия и Турция. Също в редица творби от италианския Ренесанс (като тези на Бронзино и Караваджо), през цялата епоха до 19 век, когато се появяват картини с антична и митологическа тематика, представящи митовете за Хиацинт, Ганимед, Нарцис и Орфей. Типично хомоеротични са и някои от произведенията на Уилям Шекспир.
Изразителен хомоеротизъм, често граничещ с порнография, се открива в традиционните японски гравюри шунга от 19 век, в илюстрации от цикъла Кама Сутра и китайски литературни произведения, често съставяни по поръчка на императорски сановници.
Важни в областта са и творбите на Томас Ийкинс, Юджийн Янсон, Хенри Скот Тюк и Магнус Енкел от края на 19 век. Съвременни представители на жанра са Пол Кадмус и Гилбърт и Джордж.
Женският хомоеротизъм има по-силни традиции в литературните жанрове, започвайки от лириката на Сафо и нейната школа. Също в творби като Песните на Билитис и романите на Криста Уинслоу, Колет, Радклиф Хол и Джейн Рул.
Хомоеротизмът изживява своеобразен разцвет в епохата на Романтизма и Нео-романтизма.
Споменатите примери са съвсем малка част от огромно по обем творчество, от всички жанрове на изкуството, от всички исторически епохи и култури.